# بخش مرکزی شهرستان هندیجان
بخش مرکزی شهرستان هندیجان یکی از بخش‌های تابعه شهرستان هندیجان در استان خوزستان در جنوب غربی ایران است.

## تقسیمات کشوری
- بخش مرکزی
  - دهستان هندیجان شرقی
  - دهستان هندیجان غربی

شهرها: هندیجان

## جمعیت
بنابر سرشماری مرکز آمار ایران، جمعیت بخش مرکزی شهرستان هندیجان در سال ۱۳۸۵ برابر با ۴۶۹۷۵ نفر بوده‌است.